# Joan Micklin Silver
Joan Micklin Silver (Omaha, 24 de mayo de 1935 - Nueva York, 31 de diciembre de 2020) fue una directora estadounidense de películas y obras de teatro. Nacida en Omaha, Silver se mudó a la ciudad de Nueva York en 1967, donde comenzó a escribir y dirigir películas. Es conocida por La calle Hester (1975), su primer largometraje; y Crossing Delancey (1988).

## Primeros años
Silver nació como Joan Micklin en Omaha, Nebraska; hija de Doris (Shoshone) y Maurice David Micklin, quien operaba la empresa maderera fundada por la familia. Sus padres eran inmigrantes judíos rusos. Recibió su BA del Sarah Lawrence College en 1956. Ese mismo año, se casó con Raphael D. Silver, un desarrollador inmobiliario. Tuvieron tres hijas y permanecieron casados hasta su muerte en 2013. Uno de sus hijos, Marisa Silver, es directora de cine y autora. El padre de Raphael fue el rabino Abba Hillel Silver. Joan y Raphael vivieron en Cleveland de 1956 a 1967, donde dirigió obras de teatro.

## Carrera
La carrera cinematográfica de Silver comenzó cuando se mudó a la ciudad de Nueva York en 1967. Comenzó su carrera en el cine en la década de 1960 escribiendo guiones para películas educativas para niños producidas por Encyclopedia Britannica y Learning Corporation of America, para las cuales dirigió tres cortometrajes: El caso del pato elevador, El abrigo de piel y La experiencia del inmigrante: El largo viaje. The Immigrant Experience, una historia sobre inmigrantes polacos en Estados Unidos, fue bien recibida y se considera el predecesor inmediato de Hester Street (1975).
En una entrevista, reflexionó que las barreras para la entrada de las mujeres en el cine eran tan pronunciadas a principios de la década de 1970 que "no tenía absolutamente ninguna posibilidad de conseguir trabajo como directora". En una entrevista del American Film Institute en 1979, citó a un ejecutivo de estudio que le dijo sin rodeos: "Los largometrajes son muy costosos de montar y distribuir, y las directoras son un problema más que no necesitamos". Antes de comenzar su carrera como directora, Silver trabajó como escritora; vendió un guion titulado Limbo a Universal Pictures en 1972.  Limbo, una colaboración con Linda Gottlieb, trataba sobre las esposas de los prisioneros de guerra de la guerra de Vietnam.
El primer largometraje de Silver como directora, Hester Street (1975), se basó en un cuento de Abraham Cahan, y fue producido por Midwest Films, una compañía que Silver fundó con su esposo. Se produjo con un presupuesto relativamente pequeño de 320.000 dólares. Más tarde, el New York Times llamó a Midwest "una de las operaciones familiares más exitosas en el negocio del cine". Raphael se motivó para involucrarse en su carrera cinematográfica debido a la frustración con las oportunidades que vio que le negaban. La película, sobre inmigrantes judíos rusos en el Lower East Side, presentó un diálogo íntegramente en yiddish. Lo hizo en 34 días. Hester Street recibió una nominación al Oscar a la Mejor Actriz por la actriz Carol Kane.  La película se proyectó en Cannes y recibió un gran reconocimiento. El éxito de Hester Street permitió a los Silvers comenzar a trabajar en el próximo proyecto de Joan, la película de 1977 Between the Lines. Between the Lines, filmada en Boston, se inscribió en el 27º Festival Internacional de Cine de Berlín.
<i id="mwew">Chilly Scenes of Winter</i> (1979), originalmente lanzado como Head over Heels, fue menos un triunfo. United Artists, el principal estudio que produjo Chilly Scenes, cambió el nombre de la película y la editó con un final feliz, sugiriendo que la "investigación de mercado" justificaba el cambio de título. Chilly Scenes no recibió la misma cálida recepción que las películas anteriores de Silver.
Silver es conocida por la película Crossing Delancey (1988), una comedia romántica protagonizada por Amy Irving sobre una empleada de librería con aspiraciones profesionales en el mundo literario, que está preocupada por ocultar sus "raíces en el Lower East Side". Este proyecto también se topó con obstáculos: los ejecutivos del estudio le dijeron a Silver que Crossing Delancey era demasiado "étnico". Finalmente, Steven Spielberg intervino en apoyo del proyecto de Silver y Warner Bros. distribuyó la película.

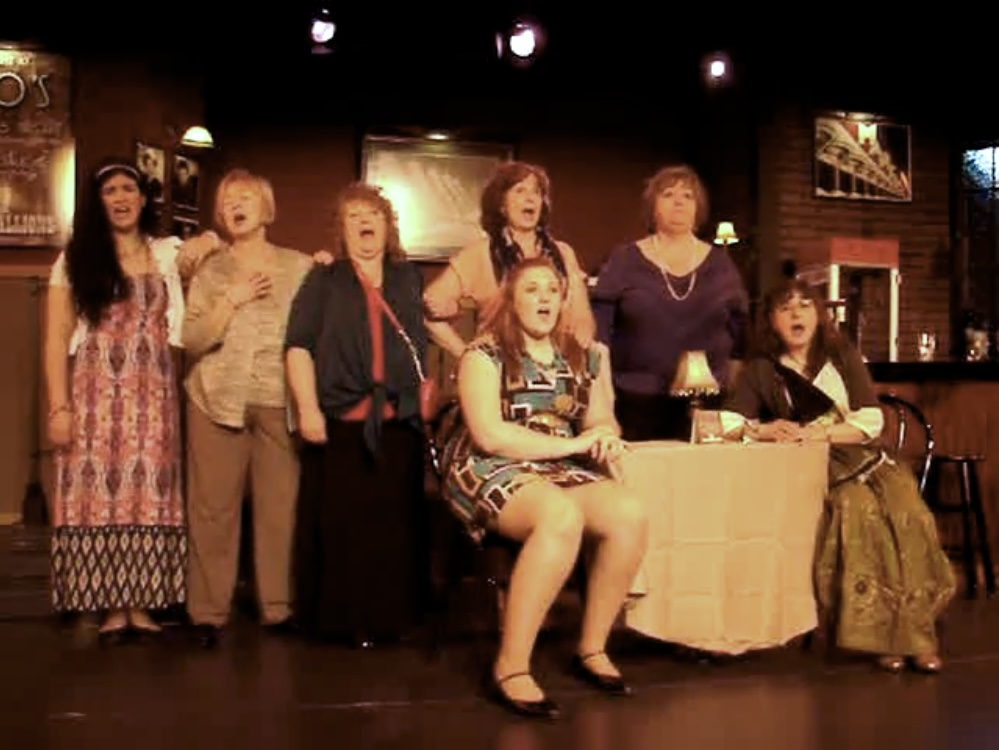
Una producción de 2013 de A...Me llamo Alice

Silver también concibió y dirigió la revista musical A .. . Me llamo Alice con Julianne Boyd, que ella y Boyd pretendían como "un vistazo a los logros y el potencial de las mujeres en los años 80".
En una entrevista de 1989, Silver identificó las películas Shadow of a Doubt (1943), Presenting Lily Mars (1943) y Song of the Islands (1942) como influencias tempranas. También señaló que, aunque admiraba el trabajo de François Truffaut, sentía afinidad con Satyajit Ray.
Silver falleció de demencia vascular en su casa en Manhattan el 31 de diciembre de 2020, a los ochenta y cinco años.

## Premios
- (1975): Festival Internacional de Cine de Mannheim-Heidelberg - Premio Interfilm por Hester Street.[16]
- (1977) Premios de la Asociación de Críticos de Cine de Los Ángeles - Premio Nueva Generación.[17]
- (1977): Festival Internacional de Cine de Berlín - Premio Interfilm / Premio Otto Dibelius de Cine por Between the Lines.[18]
- (1985): Festival Internacional de Cine de Locarno - segundo premio para Finnegan Begin Again.[19]

## Trabajos
- Cole, Janis; Dale, Holly (1993). «Joan Micklin Silver». Calling the Shots: Profiles of Women Filmmakers. Quarry Press. pp. 203–213. ISBN 1-55082-085-0. OCLC 39763692.
- Gallagher, John (1989). Film Directors on Directing (en inglés). Praeger. OCLC 1034675042.